# Esteban de la Cruz
Esteban Santiago De La Cruz Santacruz (23 de junio de 1993, Quito, Ecuador) es un futbolista ecuatoriano. Juega de delantero y su equipo actual es Mushuc Runa de la Serie A de Ecuador.

## Trayectoria

### Deportivo Quito
Se inició en las divisiones inferiores del Deportivo Quito demostrando su talento natural de goleador nato.

### Universidad Católica
La Católica compra sus derechos deportivos, para que forme parte de escuadra en sus categorías formativas, marcando 18 goles en la Sub-18 y 19 en la Sub-20, producto de sus contundentes anotaciones, recibe una oportunidad en el equipo de reservas de la primera categoría donde actuó 27 partidos y quedó goleador del torneo de reservas de la temporada 2014 con 20 tantos, para después jugar 8 partidos con el equipo estelar; y, en el 2015 el Club Sport Emelec compró su carta pase para que forme parte del equipo estelar del Club.

### Club Sport Emelec
El Club Sport Emelec compró los derechos deportivos de Esteban de la Cruz, De la Cruz, con 21 años, fue contratado por cuatro años, según detalla el portal en internet de los azules, diciendo: “Hábil y potente, el espigado delantero de 1 metro 92cm. de altura, se integra desde la próxima temporada a filas de los eléctricos”, destaca la nota en la web del conjunto bicampeón del fútbol ecuatoriano. 
Iniciando la temporada 2015 producto de una lesión sorpresa en la rodilla no pudo formar parte de la pretemporada que realzó el Club Sport Emelec en Buenos Aires - Argentina, debiendo quedarse a entrenar en el Ecuador con el equipo de reservas.
Esteban, en la actualidad es el 9 titular del equipo de reservas del Club Sport Emelec con 5 anotaciones, esperando una oportunidad en el equipo de primera para poder demostrar su olfato y contundencia goleadora.
Y es considerado una de las revelaciones que tendrá Emelec a futuro.
Por decisiones técnicas por parte del técnico Omar De Felippe, Esteban De La Cruz está teniendo muchas oportunidades en el equipo estelar, incluso ya jugó su primer partido como titular en la Copa Sudamericana 2015 teniendo un aceptable partido. Por la fecha 13 de la segunda etapa Campeonato Ecuatoriano de Fútbol 2015 jugó su Clásico del Astillero como titular teniendo un buen partido y ocasionando mucho peligro a la defensa, y desde ya para algunos hinchas del Club Sport Emelec tiene que ser el titular ganándole el puesto a Emanuel Herrera, Marcos Mondaini y Luis Miguel Escalada.

## Clubes
| Club                          | País    | Año         |
| ----------------------------- | ------- | ----------- |
| Deportivo Quito               | Ecuador | 2008 - 2011 |
| UTE                           | Ecuador | 2012        |
| Universidad Católica          | Ecuador | 2013 - 2014 |
| Emelec                        | Ecuador | 2015 - 2016 |
| Fuerza Amarilla Sporting Club | Ecuador | 2017        |
| Club Deportivo América        | Ecuador | 2017        |
| Mushuc Runa Sporting Club     | Ecuador | 2020        |

## Palmarés

### Campeonatos nacionales
| Título                 | Club   | País    | Año  |
| ---------------------- | ------ | ------- | ---- |
| Campeonato Ecuatoriano | Emelec | Ecuador | 2015 |

### Distinciones individuales
| Distinción                                     | Club                 | País    | Año  |
| ---------------------------------------------- | -------------------- | ------- | ---- |
| Goleador Torneo de Reservas Serie A de Ecuador | Universidad Católica | Ecuador | 2014 |